# Kasteel Develstein

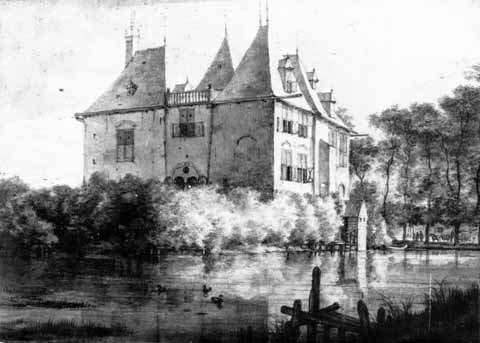
Develstein (Roelant Roghman, 1647)

Kasteel Develstein is een voormalig kasteel in de Nederlandse gemeente Zwijndrecht, dat stond op een eilandje de hoek van de huidige Develsingel en Plantageweg. Het kasteel dankt zijn naam aan het nabijgelegen riviertje de Devel.

## Geschiedenis
Het oude adellijke slot Develstein werd na de bedijking van de Zwijndrechtse Waard in 1332 in Schobbemans Ambacht, de latere heerlijkheid Zwijndrecht, gebouwd door Willem van Duivenvoorde, kamerheer van graaf Willem III van Holland. Als gevolg van de Hoekse en Kabeljauwse twisten, vluchtte Van Duivenvoorde in 1351 naar Brussel en werd een deel van zijn goederen verbeurd verklaard. Develstein werd met ruim tien morgen grond verkocht aan Clays Riepen. Vervolgens was het kasteel in handen van de familie Van Brakel, tot het in 1490 werd verkocht aan Johan Duyck. Na diens dood in 1497 werd zijn zuster Margaretha, echtgenote van Hendrik van Diemen, eigenares. 
Toen in 1572, tijdens de Tachtigjarige Oorlog, de Spanjaarden zich terugtrokken, staken zij het kasteel op 14 juni in brand uit angst dat het gebruikt zou worden door de geuzen. In 1594 werd de ruïne gekocht door de Dordtse burgemeester Willem van Beveren, die het tot buitenhuis liet verbouwen. In de 17e eeuw, onder Cornelis van Beveren, ontstond op Develstein een kring van kunstenaars, vergelijkbaar met de Muiderkring. Vermoedelijk was Jacob Cats een van hen.
Door vererving kwam het slot in handen van de familie Snellen. Laatste eigenaar was Cornelis Tobias Snellen, die het in 1816 erfde. Acht jaar later, in 1824, werd het kasteel gesloopt.
Naast het voormalig kasteelterrein, werd in 1977 het DevelsteinCollege gebouwd.

## Moderne ontwikkelingen
Vanaf 2002 is een aantal partijen, waaronder het DevelsteinCollege en de Historische Vereniging Zwijndrecht bezig met een project om het kasteelterrein in oude luister te herstellen. Deze partijen hebben een werkgroep opgericht om het project te realiseren. In 2005 zijn er archeologische opgravingen gedaan. De uitkomsten van deze opgravingen zijn in 2006 verwerkt in een boek en een tentoonstelling. Daarna is er hard gewerkt om het kasteelterrein weer zijn oude vorm terug te laten krijgen.
Zo werd in 2007 een wedstrijd van de Provincie Zuid-Holland gewonnen. Met de prijs werd een schetsontwerp gemaakt voor de toekomstige inrichting van het eiland. Op basis van dit ontwerp werd een definitief plan gemaakt. In dit plan kreeg het eiland haar 18e-eeuwse vorm weer terug en waren ook de contouren van het middeleeuwse en 17e-eeuwse kasteel te zien. In 2009 werd de werkgroep omgevormd naar een stichting, die het plan zou gaan realiseren. Helaas kon door bezuinigingen dit plan geen doorgang vinden, waarna in 2011 het plan terug naar de tekentafel moest.
Het oude plan is ten slotte omgevormd tot een eenvoudiger ontwerp. Daarnaast kreeg de stichting het voormalige kasteeleiland in het voorjaar van 2015 in erfpacht van de gemeente Zwijndrecht. Het eiland is vervolgens heringericht in 18e-eeuwse vorm, er is een metalen constructie geplaatst, waarin de contouren van het voormalig kasteel zichtbaar zijn.